# Samael Aun Weor
Samael Aun Weor, pseudônimo de Victor Manuel Gómez Rodríguez (Bogotá, 6 de março de 1917 — Cidade do México, 24 de dezembro de 1977), foi um escritor, palestrante e fundador do Movimento Gnóstico Cristão Universal. Por sua "Doutrina da Síntese" de todas as religiões em ambos os seus aspectos esotéricos e exotéricos, foi chamado de neognóstico pelo historiador do esoterismo Arthur Versluis e, segundo o historiador Jean-François Mayer, descreve a gnose como "a ciência da consciência ou o conhecimento que pode ser alcançado através de certas técnicas." Escreveu mais de sessenta livros e realizou centenas de conferências sobre gnosticismo.

## Biografia
Victor Manuel Gómez Rodriguez nasceu em Bogotá, Cundinamarca, República da Colômbia, filho de Manuel Gómez Quijano e Francisca Rodríguez de Gómez. Ele foi batizado na Igreja Católica Romana, mas mais tarde rejeitou a Igreja de Roma. Sua infância e vida familiar não são bem conhecidos, exceto que ele tinha um irmão, e seu pai se casou novamente depois de um divórcio. Ele foi enviado para uma escola católica romana jesuíta, mas logo desistiu desiludido com a religião; ele tinha doze anos de idade na época. Em vez disso, ele investiu a maior parte de seu tempo no estudo de tratados metafísicos e esotéricos. Aos dezessete anos ele começou a participar de um grupo teosófico em Bogotá. Mais tarde, em 1936, ele entrou na sede em Bogotá da Fraternidade Rosacruz Antigua. O médico alemão Arnold Krumm-Heller fundou a Iglesia Gnostica (Igreja Gnóstica) no México em 1910 e no Brasil fundou a Fraternidad de Rosacruz Antiqua (Fraternidade dos Rosacruzes antigos). Entre o tempo após a segunda guerra mundial e sua morte em 1949, Krumm-Heller retomou o contato com seus alunos da América Latina, onde ele o encontrou e, posteriormente, orientou Victor Rodriguez, que iria posteriormente levar o nome Samael Aun Weor. Mais tarde na vida, como escritor, conferencista e professor gnóstico, ele iria demonstrar um profundo conhecimento esotérico de ambos os clássicos orientais e ocidentais.
Em 1947, Vitor Manuel afirmou que Arnolda Garro seria conhecida como Mestra Litelantes- era sua «esposa-sacerdotisa».  Ele afirmou que ela o tinha iniciado no estudo na prática de "estados de Jinas", isto é, a introdução do corpo físico na quarta dimensão, um ensinamento que Samael Aun Weor detalha na sua obra O livro amarelo
Desde 1947 Víctor Manuel tinha começado a formar uma grupo com seguidores de Bogotá e em janeiro de 1950 e publicou seu primeiro livro O Matrimônio Perfeito, que publicou com o nome iniciático de «Aun Weor».
Em 14 de março de 1952, em Ciénaga (Colômbia), Víctor Manuel Gómez foi preso por praticar o curandeirismo sem licença. A acusação disse: "Este cavalheiro, além de cometer o crime de curar os doentes, é também o autor de um livro intitulado O matrimônio perfeito, que é uma ofensa contra a moral pública e decência dos cidadãos".  No cárcere ele escreve o livro “Anotações Secretas de um Gurú” (1952).
Escreveu mais de 70 livros. Fundou o Movimento Gnóstico Cristão Universal e a Igreja Gnóstica Cristã Universal, o partido político POSCLA e o Instituto de Caridade Universal (oficialmente instituído como um braço do Movimento Gnóstico).
O instituto teve sua primeira sede fundada em El Salvador em 20 de abril de 1974, a partir das conclusões da Comissão encarregada de elaborar o projeto de Caridade Universal no Congresso Gnóstico Cristão Ecumênico de São Salvador, o qual foi realizado de 27 de dezembro de 1972 até 2 de janeiro de 1973.
Em 1978, além da sede de El Salvador, também já existiam sedes no México, na Colômbia, na Guatemala e em Honduras, tendo no entanto a sua atuação ficado reduzida a alguns países de língua espanhola por um bom período. Logo após chega ao Brasil, a Argentina, Bolívia, República Dominicana e em outros países.
O Partido Obreiro Social-Cristão Latino Americano (POSCLA) foi uma tentativa de levar mais espiritualidade ao mundo político, mas resultaram em um trabalho estéril. Atualmente a atuação do POSCLA se restringe a busca da mudança do indivíduo como princípio fundamental da transformação social através do autoconhecimento.
Samael auto-declarou-se como "Buda Maitreya"  e  "Kalki Avatar da Era de Aquário". Segundo ele, sua missão seria divulgar o ensinamento gnóstico  e as chaves da autorrealização durante a Kali Yuga preparando a humanidade para o advento da futura raça Khorádi, que se seguirá à extinção da atual raça ariana.

## Renúncia dos direitos autorais
Embora ele nunca tenha recebido formalmente qualquer rendimento de suas obras - ele viveu da caridade de seus alunos - em 1976 durante o "Primeiro Congresso Gnóstico Internacional de Antropologia"  (27 de outubro e 3 de novembro) na cidade de Guadalajara - México, Samael Aun Weor esclareceu sua posição sobre os direitos autorais de suas obras, afirmando:
“Agora, meus queridos amigos, e para sempre, eu renuncio, renunciarei e vou continuar renunciando aos direitos autorais. Meu único desejo é que esses livros sejam vendidos a um preço baixo, acessível aos pobres, acessível a todos os que sofrem e choram! Que até o cidadão mais infeliz possa obter esse livro, com o pouco que tiver em seu bolso! Isso é tudo!”.— Samael Aun Weor

## Obras

### Obras em vida
Escreveu mais de sessenta livros abordando temas esotéricos, renunciando aos direitos autoriais.
- 1950 - O Matrimônio Perfeito (Revisado e expandido em 1961. Veja abaixo). ISBN 8562455008
- 1950 - A Revolução de Belzebu ISBN 8562455024
- 1951 - Curso Zodiacal ISBN 9788562455278
- 1952 - Anotações Secretas de um Guru
- 1952 - Tratado de Medicina Oculta e Magia Prática (Revisado e expandido em 1978. Veja abaixo).
- 1952 - Catecismo Gnóstico
- 1952 - Consciência de Cristo
- 1952 - O poder está na Cruz
- 1952 - O Livro da Virgem de Carmem
- 1953 - As Sete Palavras
- 1953 - Rosa Ígnea ISBN 9788488625090 , ISBN 9781533030481
- 1954 - Manual Prático de Magia
- 1954 - Tratado de Alquimia Sexual ISBN 9788488885586, ISBN 9788430054183
- 1955 - Os Mistérios do Fogo: Kundalini Yoga  ISBN 9788562455032
- 1955 - Significado Oculto dos sonhos
- 1955 - Naves Cósmicas
- 1956 - Os Mistérios Maiores ISBN 9788562455056
- 1958 - Magnus Opus
- 1958 - Caridade Universal
- 1958 - Tratado Esotérico de Teurgia
- 1959 - A Montanha de Juratena
- 1959 - Noções Fundamentais de Endocrinologia e Criminologia
- 1959 - Cristo
- 1959 - Logos, Mantram, Teurgia
- 1959 - O Livro Amarelo ISBN 9788562455049
- 1960 - A Mensagem de Aquário
- 1961 - Introdução a Gnosis
- 1961 - O Matrimônio Perfeito (revisado) ISBN 8562455008
- 1962 - Os Mistérios da Vida e da Morte
- 1963 - Matrimônio, Divórcio e Tantrismo
- 1963 - Gnosis no Século XX
- 1963 - Supremo Manifesto Universal do Movimento Gnóstico (também publicado como Grande Manifesto Gnóstico do 2º Ano de Aquário)
- 1964 - O Cristo Social
- 1964 - Mensagem de Natal 1964-1965 (A Dissolução do Eu) Título dado por estudantes.
- 1964 - Grande Manifesto Gnóstico do terceiro ano de Aquário
- 1965 - A Transformação Social da Humanidade
- 1965 - Suprema Mensagem de Natal 1965-1966 (A Ciência da Música) Título dado por estudantes.
- 1966 - O Livro da Morte
- 1967 - A Plataforma da POSCLA
- 1967 - Mensagem de Natal 1966-1967 (O Colar de Buda) Título dado por estudantes.
- 1967 - Tratado Esotérico de Astrologia Hermética
- 1967 - Mensagem de Natal 1967-1968 (Os Corpos Solares) Título dado por estudantes.
- 1967 - Flying Saucers (Sem tradução no Brasil)
- 1968 - Chegaremos a mil, mas não a dois mil (Título dado por estudantes).
- 1968 - Suprema Mensagem de Natal 1967-1968
- 1969 - Curso Esotérico de Cabala
- 1969 - Mensagem de Natal 1968-1969 (Curso Esotérico de Runas)
- 1969 - Mensagem de Natal 1969-1970 (Meu retorno ao Tibet) Título dado por estudantes.
- 1970 - Educação Fundamental  ISBN 9788562455063
- 1970 - Mais além da Morte
- 1971 - Mensagem de Natal 1971-1972 (Parsifal Revelado) ISBN 9788562455223
- 1971 - Mensagem de Natal 1971-1972 (O Mistério do Áureo Florescer) ISBN 9788562455315
- 1972 - Grande Manifesto Gnóstico
- 1972 - Mensagem de Natal 1972-1973 (As Três Montanhas) ISBN 9788562455018
- 1972 - Olhando o Mistério
- 1973 - Magia Crística Asteca
- 1973 - Mensagem de Natal 1973-1974 (Sim Há Inferno, Sim Há Diabo, Sim Há Karma) ISBN 9788562455124
- 1974 - Planetas Alquímicos
- 1974 - A Doutrina Secreta de Anahuac
- 1975 - A Grande Rebelião  ISBN 9788562455070
- 1975 - Tratado de Psicologia Revolucionária ISBN 9788562455087
- 1977 - Os Mistérios do Esoterismo Crístico
- 1977 - A Cabala e os Mistérios Mayas
- 1977 - Curso Esotérico de Antropologia

### Obras póstumas
- 1978 - Antropologia Gnóstica
- 1978 - Didática do Auto Conhecimento (Coleção de conferências).
- 1978 - Mensagem de Natal 1977-1978 (Tratado de Medicina Oculta e Magia Prática, revisado)
- 1978 - O Caminho Iniciático no Arcano para Tarot e Cabala
- 1980 - Para poucos
- 1983 - A Revolução da Dialética
- 1983 - Pistis Sophia Desvelada

## Galeria de mídias

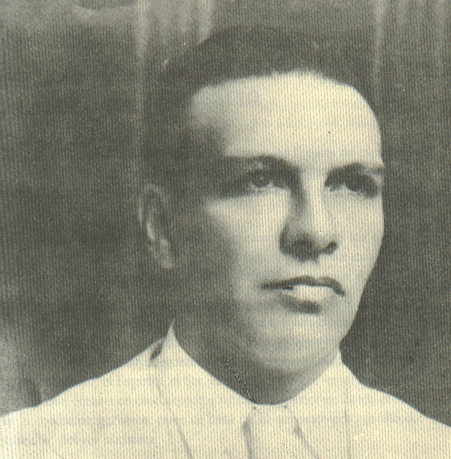
Foto Samael Aun Weor
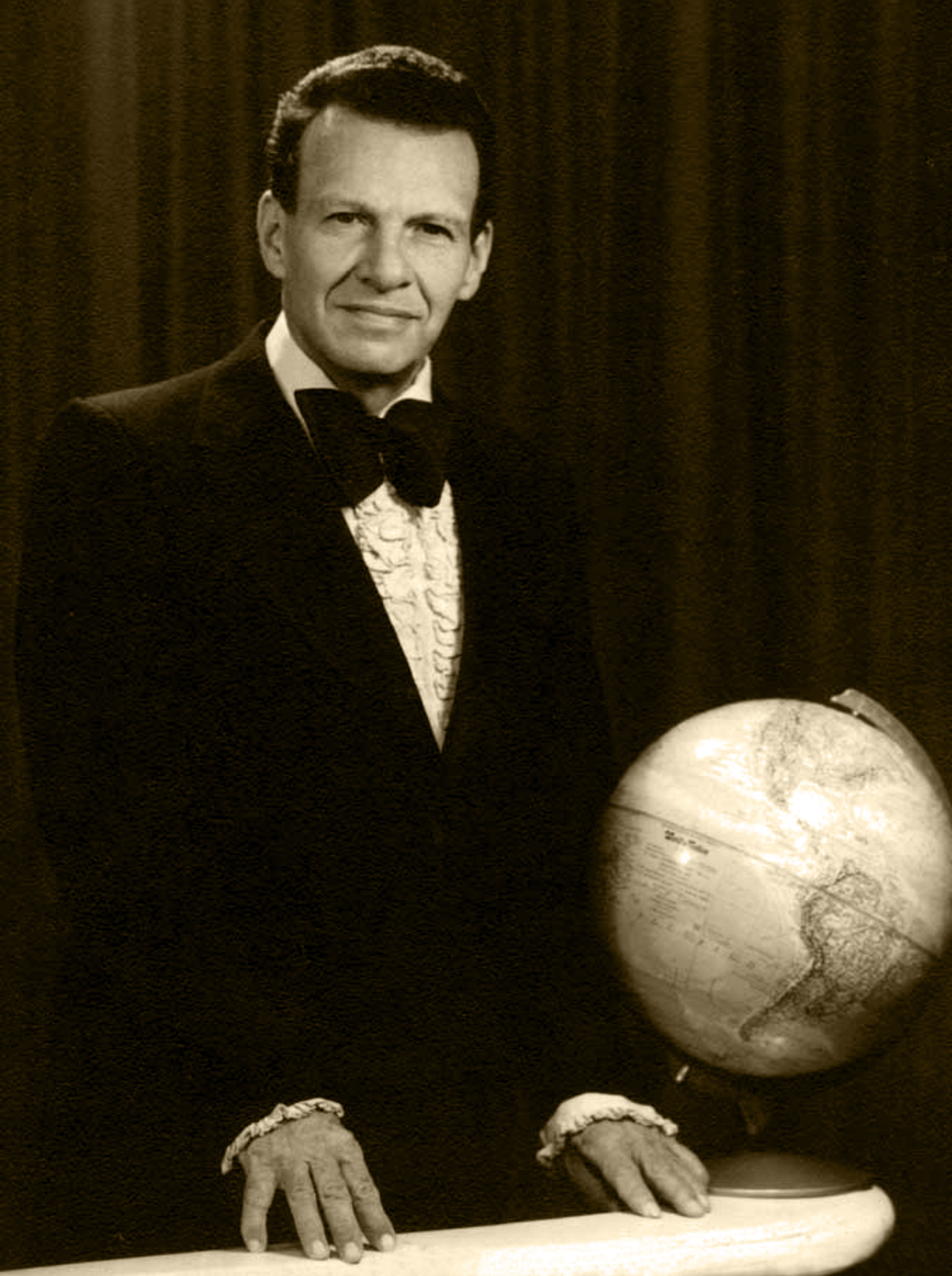
Foto Samael Aun Weor
- Entrevista en Radio Universidad - Parte A (em castelhano)
- Entrevista en Radio Universidad - Parte B (em castelhano)
- Importancia de la Vida - Parte A (em castelhano)
- Importancia de la Vida - Parte B (em castelhano)